# 帕尼哈蒂
帕尼哈蒂（Panihati），是印度西孟加拉邦North Twentyfour Parganas县的一个城镇。总人口348379（2001年）。

## 人口
该地2001年总人口348379人，其中男性180068人，女性168311人；0—6岁人口28557人，其中男14504人，女14053人；识字率82.40%，其中男性为85.31%，女性为79.29%。